# Unia walutowa, gospodarcza i społeczna
Unia walutowa, gospodarcza i społeczna (niem. Währungs-, Wirtschafts- und Sozialunion) – porozumienie między Niemiecką Republiką Demokratyczną i Republiką Federalną Niemiec z dnia 18 maja 1990 roku podpisane przez ministra finansów RFN Theodora Weigla i ministra finansów NRD Waltera Romberga w sprawie unifikacji obu państw pod względem finansowym, gospodarczym i społecznym.
Porozumienie zakładało przyjęcie systemu gospodarczego i społecznego RFN na obszarze NRD i wprowadzenie marki zachodnioniemieckiej jako jedynego środka płatniczego na terytorium NRD. Umowa weszła w życie 1 lipca 1990 roku.

## Historia
Po wydarzeniach października 1989 roku nastąpiła lawinowa emigracja obywateli NRD do RFN. Tylko do stycznia 1990 roku przesiedliło się 300 tys. obywateli NRD. W styczniu przesiedlało się do 2 tys. osób dziennie, co groziło nie tylko osłabieniem siły produkcyjnej w NRD, ale również zablokowaniem możliwości przyjęcia przesiedleńców przez gminy zachodnioniemieckie. Niemcy ze wschodu nie otrzymywali również pieniędzy na rozpoczęcie życia w RFN, co prowadziło do niepożądanych sytuacji. Wszystko to było przyczyną zaproponowania Niemieckiej Republice Demokratycznej w dniu 7 lutego 1990 roku pilnych rozmów w sprawie połączenia systemów obu państw. Rozmowy w sprawie unii wewnątrzniemieckiej rozpoczęły się już na początku roku 1990. 20 lutego 1990 roku kanclerz RFN Helmut Kohl zaproponował rządowi NRD pod przewodnictwem Hansa Modrowa rozmowy na temat unii walutowej. Ze strony wschodnioniemieckiej rozmowy prowadziła delegacja pod przewodnictwem ministra Waltera Romberga. Po zwycięstwie wyborczym bloku Allianz für Deutschland i pomyślnym utworzeniu rządu doszło w Bonn do spotkania premiera NRD Lothara de Maizière i kanclerza RFN Helmuta Kohla, podczas którego ogłoszono rozpoczęcie oficjalnych prac nad unią. Unię ratyfikowano 21 czerwca 1990 roku w parlamentach obu państw.

## Unia walutowa

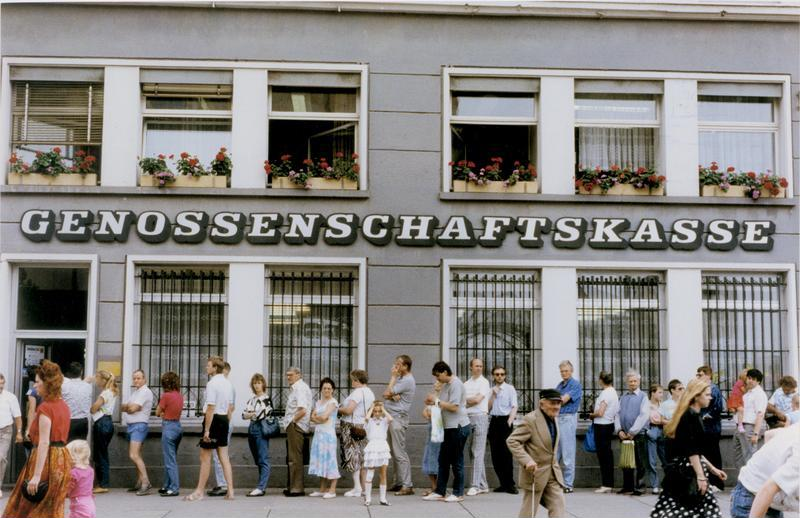
Kolejka przed bankiem w Gerze po marki zachodnioniemieckie

Porozumienie wprowadzało markę zachodnioniemiecką na terytorium NRD jako jedyną walutę i środek płatniczy. Zarobki, czynsze i emerytury zostały przeliczone w stosunku 1:1. Dzieci do 14. roku życia mogły wymienić do 2000 marek w stosunku 1:1, osoby dorosłe 4000 marek, a osoby powyżej 60 roku życia – 6000 marek w stosunku 1:1. Wszelkie nadwyżki wymienione zostały w stosunku 2:1. Dla przedsiębiorstw wschodnioniemieckich wprowadzono parytet 2:1.

## Unia gospodarcza
Dla Niemieckiej Republiki Demokratycznej unia gospodarcza oznaczała niemal natychmiastowe przejście z systemu gospodarki centralnie planowanej na rynkową. Wprowadzono system wolnych cen, prawo do posiadania własności prywatnej, likwidację monopoli państwowych, prywatyzację przedsiębiorstw w Niemieckiej Republice Demokratycznej i przebudowę systemu subwencjonowania przez państwo.

## Unia społeczna
Porozumienie zlikwidowało opresyjny system kontroli w Niemieckiej Republice Demokratycznej. Od 1 lipca 1990 roku obywatele obu państw mogli przekraczać granicę wewnątrzniemiecką w dowolnym miejscu bez przechodzenia procesu kontroli osobistej. Zunifikowano również system emerytur i ubezpieczeń społecznych, a także opieki społecznej, dostosowując go do standardów panujących w Republice Federalnej Niemiec i przyjęto w dużej części prawo zachodnioniemieckie.